# Eddica apocryphica
Eddica apocryphica är ett begrepp myntat av Åke Ohlmarks för en samling svårklassificerade Edda-dikter.
Samlingen utgörs dels av klassiska guda- och hjältesångsfragment med tillagda rekonstruktioner av Ohlmarks efter prosa, dels av hela, rent efterklassiska norröna diktningen i eddisk form och stil (med undantag för þulu-genren).
Samlingen innehåller följande dikter:

## Efterklassiska och rekonstruerade gudasånger
- Hauksbokens sierskesyn (Völuspá Hauksbókar)
- Odins likgalder (Hrævagaldr Óðins)
- Fragment av Odinskväden (Brot af Óðinskvædum)
- Sångfragmentet om Fenrisulven (Brot af Fenrisljóðum)
- Fragment av en sång om Skade (Brot af Skaðamölum)
- Kvädet om Tökk (Þakkarmál)
- Fragment av sången om Gnå (Brot af Gnárljóðum)
- Sången om Tors färd till Geirröd (Brot af Geirraðarmölum)
- Fragment av Heimdallsgaldern (Brot af Heimdallargaldri)

## De rekonstruerade kvädena i Hjältesagans Sigurdscykel
- Om Sigmund och Sinfjötle (Fra Sigmundi ok Sinfjötla)
- Valkyrjans sömn (Skjáldmeyjarsvefn) (efter Sophus Bugges text)
- Det längre Sigurdskvädet (Sigurdarkviða in meiri) (metrisk rekonstruktion efter R.C. Boers Völsungasaga-text)
- Det yngre Sigurdskvädet (Sigurdarkviða in yngri) (metrisk rekonstruktion efter R.C. Boers Völsungasaga-text)
- Brynhilds förtvivlan (Harmr Brynhildar) (efter Bugges rekonstruktion)

## Fragment ur ättesagor och besläktad litteratur
- Grettesagans fornyrðislagsstrofer (Edduvísur Grettlu)
- Verser i Hårds saga (Vísur Harðarsögu)
- Verser i Svarfdalasagan (Vísur Svarfdælu)
- Åsbjörn den lysandes visor i Orm Storolfssons saga (Vísur Ásbjarnar prúða í Ormsþætti)
- Bårdssagans eddastrof (Edduvísa Barðarsaga Snæfellsáss)
- Stjärn-Oddes dröm (Draumr Stjörnu-Odda)
- Dröm- och varselverser (Sjónir)
- Drömvers ur Sturlungasaga (Draumavitrarnir Sturlungasögu)
- Anonym historisk strövers från 1000- och 1100-talen (Lausavísur Íslendinga XI. ok XII. aldar)

## Efterklassisk eddadikt iFornaldarsagorna
- Sången om Hrolf Krake (Krakamál)
- Efterklassisk Orvar-Odds-diktning (Viðaukavísur Oddssögu)
- Hjälteverserna i Hjälmterssagan (Vísur Hjalmþérssögu)
- Gånge-Rolfs lycka (Hreggviðarvísur)
- Tor och Sturlaug (Ór Sturlaugssögu starfsama)
- Magnussagans strofer (Vísur Mágussögu)

## De långa visdomskvädena
- Solkvädet (Sólarljóð)
- Den klokes sång (Hugsvinnsmál)
- Merlins spådom (Merlinússpá)
- Konung Heidreks gåtsvarsstrofer (Andsvaravísur Heiðreks konungs)